# Magyar grafikusok listája
Az alábbi lista nem tesz különbséget az alkalmazott grafikusok és a grafikai eljárásokkal készült művek alkotói között, mivel az elhatárolás sok esetben nehéz, erőltetett. Az alkotók többségének munkássága a grafikán kívül más műfajokat is felölel.
| Ábécé szerinti tartalomjegyzék                                                                           |
| --- |
| A, Á B C Cs D Dz Dzs E, É F G Gy H I, Í J K L Ly M N Ny O, Ó Ö, Ő P Q R S Sz T Ty U, Ú Ü, Ű V W X Y Z Zs |

## A, Á
- Abádi Ervin (1918–1979) író, grafikus
- Ábrahám Imola (1978–) grafikus
- Ábrahám Jakab (1952–) erdélyi magyar képzőművész, grafikus, tanár
- Ábrahám Rafael (1929–) festő, grafikus
- Adler Miklós (1909–1965) festő, grafikus
- Agócs Attila (1941–2000)
- Ágotha Margit (1938–) festő, textilművész, grafikus
- Albert Zsuzsa (1954–) grafikus
- Aigon Sassy Attila (művésznév) (1880–1967) festő, grafikus
- Almár György (1895–1974) építész, iparművész, festő, grafikus
- Andor András (1952–) tervezőgrafikus
- Andrásy Zoltán (1910–2006) erdélyi magyar grafikus, festő
- Antal József (1965–) grafikus (karikaturista)
- Antalffy Mária (1922–1989) grafikus, keramikus, szobrász
- Árendás József (1946–)
- Artner Margit (1954–)
- Aszódi Weil Erzsébet   (1901–1976) magyar grafikus, festő
- Attalai Gábor (1934–2011) konceptuális ipar- és textilművész, grafikus

## B
- Baász Imre (1941–1991) erdélyi magyar grafikus
- Badacsonyi Sándor (1949–) festő, grafikus
- Bagi László (1962–) grafikus
- Bakacsi Lajos (1949–) festő, grafikus, pedagógus
- Bakos István (1941–) festő, tervezőgrafikus, reklámfotós
- Baksa-Soós János (1948–2021) képző- és előadóművész (1978 óta Berlinben élt és Prince January néven alkotott)
- Balanyi Károly (1946–) grafikus
- Balassa Ferenc (1794–1860) grafikus
- Balázs Ferenc (1959–)
- Balázs Imre (1931–)
- Balázs-Piri Balázs (1937–2014) karikaturista, grafikus
- Bálint Endre (1914–1986) festő, grafikus
- Balla Dóra (1970–) grafikus
- Balogh Csaba (1968–)
- Balogh István (1890–1956) grafikus, miniatúrafestő
- Balogh István (1924–2016) grafikus, plakáttervező
- Balogh Tibor (1975–) grafikus- és festőművész
- Bálványos Huba (1938–2011) grafikusművész, egyetemi tanár
- Bánffy Miklós (1873–1950)
- Banga Ferenc (1947–) grafikus
- Bangócs Gábor (1960–) festő, grafikus
- Bánhidi Andor (1910–1964) festő, grafikus
- Bánki László (1916–1991) tervezőgrafikus
- Bánó Attila (1945–) grafikus
- Bánó Endre Teddy (1922–1992) reklámgrafikus, embléma- és plakáttervező, illusztrátor, tipográfus, reklámfotós, kereskedelmi vásárok, szakkiállítások designere
- Bánszki Tamás (1892–1971) képzőművész
- Barabás Miklós (1810–1898) festő és grafikus
- Baranyai (b) András
- Baranyay András (1938–) grafikus, litográfus
- Baráth Áron (1980–) vajdasági születésű magyar grafikus, festő
- Baráth Ferenc (1946–) vajdasági magyar tervezőgrafikus
- Barcsay Jenő (1900–1988) festő, grafikus
- Barczi Pál (1933–2003) grafikus
- Bardócz Árpád (1882–1938) festő, grafikus
- Bardócz Lajos (1936–) erdélyi magyar grafikus
- Bari Károly (1952–) költő, műfordító, folklórkutató, grafikus
- Barta Ernő (1878–1956) festő, grafikus
- Bartha László (1908–1998) festő, grafikus (tollrajzokkal illusztrált)
- Bartos Erika (1974–) író, építészmérnök, lakberendező, computergrafikus
- Basilides Sándor (1901–1980) festő, grafikus, gobelintervező, művészetpedagógus
- Baticz Barnabás (1970–) alkalmazott grafikus
- Beery, David, sz. Pongor Beri Károly (1951–) grafikus, festő
- Bencze László (1907–1992) festő
- Benczik Judit (1956–)
- Benczúr Gyula (1844–1920) festő, grafikus (a festőművészet mellett grafikai tevékenysége is jelentős)
- Bene József (1903–1986)
- Benedek Imre (1972–) alkalmazott grafikus
- Benes József (1936–) festő- és grafikusművész
- Bér Dezső (1875–1924) festő, grafikus
- Berény Róbert (1887–1953) festő, grafikus
- Berki Viola (1932–2001) festő, grafikus
- Bernáthy Sándor (1949–2012)
- Binder János Fülöp (1736–1811)
- Bíró Mihály (1886–1948) festő, grafikus és szobrász
- Bodnár Imre („Bodi”)  (1959-) festő és grafikusművész[1]
- Bodola György (1952–2007) grafikus, karikaturista, fotográfus
- Bognár Árpád (1931–2004) festő, grafikus
- Bokros Ferenc (1891–1974)
- Boksay József (1891–1975)
- Boros Viktor (1995–)
- Boros Attila (1971–)
- Borsos Miklós (1906–1990) festőnek készült, sok grafikát készített, majd vésnök, később szobrász lett
- Bortnyik Sándor (1893–1976) festő, grafikus, tervezőgrafikus
- Botár Edit (1930–)
- Botár László (1959–)
- Botos Flórián (1974–) grafikus, festő, zenész
- Bottlik József (1897–1984) tervezőgrafikus
- Bozsik István (1941–2006)
- Börcsök Attila grafikus
- Bródy-Maróti Dóra (1899–1985)
- Brocky Károly (1807–1855) festő, grafikus
- Brodszky Sándor (1819–1901) grafikus
- Buday György (1907–1990) magyar–angol grafikusművész
- Buhály József (1945–)
- Burai István (1951–2017) festő, grafikus
- Burgstaller János (1677–1758)
- Byssz Róbert (1899–1961) tervezőgrafikus, karikaturista

## C
- Cakó Ferenc (1950–) alkalmazott grafikus, animációsfilm-rendező
- Chy-Dér ld. Rohonyi Károly (felesége, Dér Alice nevéből)
- Conrad Gyula (1877–1959)
- Czeglédi István (1913–1995) alkalmazott grafikus, plakáttervező
- Czifferszky Béla (1935) karikaturista, grafikus, újságíró
- Cziglényi Ádám (1909–1998)
- Czinke Ferenc (1926–2000) grafikus

## Cs
- Csabai Ékes Lajos (1896–1944) festő, grafikus
- Csabai Kálmán (1915–1992) festő, grafikus
- Csáji Attila (1939–2025)
- Csanády András (1929–) grafikus
- Csányi Lajos (1954–1999) grafikus, festő
- Csapody Vera (1890–1985)
- Császár Tamás (1948– ) szatirikus grafikus, karikaturista
- Csavlek Márta (XX. század közepe)
- Cseh Gusztáv (1900–1972)
- Cseh Gusztáv (1934–1985)
- Csemiczky Tihamér (1904–1960) tervezőgrafikus, festő
- Csergezán Pál (1924-1996) magyar állatfestő, grafikus, illusztrátor
- Cserkuti Dávid (1974–)
- Csermák Tibor (1927–1965) grafikus, rajzfilmrendező
- Csikós Tibor (1957–)
- Csohány Kálmán (1925–1980) grafikus
- Csontó Lajos (1964–)

## D
- Dallos Hanna (1907–1945) grafikus, favésnök
- Dániel József (1921–2011) grafikus iparművész
- Dankó Ödön (1889–1958) belsőépítész, grafikus
- Damó István (1951–) nagyszebeni születésű grafikus
- Dargay Attila (1927–2009) rajzfilmrendező, rajzoló
- Deák Ferenc (1935–)
- Deák Németh Mária (1961–) grafikusművész, tanár
- Debreceni László (1903–1986) művészettörténész, műkritikus, grafikus stb.
- Deim Pál (1932–) festő, grafikus
- Dési Huber István (1895–1944) festőművész, grafikus
- Dévényi János (1956–) festő, grafikus
- Dezső Alajos (1888–1964) rajzoló, karikaturista (az I. világháború után külföldön élt, a genfi székhelyű Népszövetség karikaturistája, grafikusa Kelen Imrével; New Yorkban halt meg)
- Dely Bianka Virág (2004–) grafikus
- Diósy Antal (1895–1977) festő, grafikus, gobelines
- Diskay Lenke (1924–1980) grafikus
- Divéky József (1887–1951) grafikus
- Dlauchy Ferenc (1931–1975) grafikus, festő
- Dobos Éva (1961–) grafikus, tervezőgrafikus
- Doby Jenő (1834–1907) grafikus
- Dohnál Tibor (1942–) képzőművész
- Domján József (1907–1992) festő, grafikus, gobelines, színes fametszetek készítője (New Yorkban halt meg)
- Drócsay Imre (1912–2001) erdélyi születésű festő, grafikus, bélyegtervező (Bukarestben halt meg)
- Drozdik Orsolya (1946–) grafikus, festő
- Drozsnyik István (1951–) sokoldalú képzőművész
- Ducki Tomek (1982–) animációsfilm-rendező, grafikus
- Dúdor István (1949–1987) felvidéki magyar piktor, grafikus, a gömöri táj festője
- Duray Tibor (1912–1988) festő, grafikus, éremművész
- Durucskó Zsolt (1976–) grafikus, festő
- Duschanek János (1947–) festő és grafikus

## E, É
- ef Zámbó István (1950–) festő, grafikus, szobrász, zenész
- Ehrenreich Izsák (1765–?) grafikus, kőcímervésnök
- Ék Sándor (1902–1975) grafikus, festő
- Elekes Károly (1951–) erdélyi születésű festő-, szobrász- és grafikusművész
- Éles Bulcsú (1983–) grafikus
- Endrey Sándor (1867–1940) festő, grafikus
- Engel Tevan István (1937–1996) grafikus
- Erdei Viktor, sz. Epstein Győző (1879–1945) szobrász, grafikus- és festőművész
- Erdős Imre Pál (1916–1987) erdélyi magyar grafikus és festő, illusztrátor, fametszetek készítője
- Ernyei Sándor (1924–2000) grafikus
- Eszes Róbert (1949-) grafikusművész, főszerkesztő
- Eszik Alajos (1953–) festő, grafikus, illusztrátor

## F
- Fábián István (1953–) költő, tervezőgrafikus
- Fajka János (1935–2021) grafikus iparművész
- Falus Elek (1884–1950) grafikus, iparművész
- Faragó Géza (1877–1928) festő, grafikus, iparművész
- Faragó István (1945–) tervező-grafikus
- Faragó József (1866–1906) grafikus (rajzoló, rézkarcoló)
- Farkas Attila (1974–) grafikus, festő
- Fáy Aladár (1898–1963) festő, grafikus, képzőművésztanár
- Fáy Dezső (1888–1954) festő, grafikus
- Fáy Lóránt (1906–1945) festő, grafikus, szobrász
- Fazakas Tibor (1946–) erdélyi magyar Op-art-grafikus
- Fazakas-Koszta Tibor (1966–) erdélyi magyar festőművész, grafikus
- Fazekas Attila (1948–) képregényrajzoló, illusztrátor
- Federics Irma (1937–) reklám- és tervezőgrafikus
- Fehér Zoltán (1974–) képzőművész, illusztrátor, képregényalkotó
- Fejes Gyula (1891–1958) grafikus
- Fejér Ernő (1945–) fotó- és grafikusművész
- Fekete Imre (? mai) reklámgrafikus, képregényrajzoló és -író, illusztrátor
- Feledi Zsuzsa (1954–) festő, grafikus
- Feledy Gyula (1928–2010) festő, grafikus
- Felsmann Tamás (1956–) tervezőgrafikus
- Ferenczy Júlia (1909–1999) erdélyi festőművész, illusztrátor
- Ferenczy Valér (1885–1954) festő, grafikus
- Ferkovics József (1961–) grafikus, festő
- Fery Antal (1908–1996) grafikus, tervezőgrafikus
- Feszt László (1930–2013) erdélyi magyar grafikus
- F. Györffy Anna (1915–2006) grafikus, illusztrátor
- Ficzere László (1910–1967) grafikus, majd festő; Miskolcon alkotott
- Filep Sándor (1954–) festő, grafikus, zenész
- Filo-Fischer Ilona, dr. Mihályfi Ernőné (1910–1986) grafikus
- Finta József (1935–2024) építész, grafikus
- Fodor Attila (1952–) tervezőgrafikus
- Fogas Péter (1944–1986) grafikusművész
- Forrai István (1817–1852) grafikus
- Földes Imre (1881–1948) festő és grafikus (1921-től Romániában élt)
- Fränkl, Sofia grafikus, festő, rézmetsző (1991-től Németországban él)
- Fujkin István (1953–) illusztrátor, festő, képregényrajzoló
- Futaki Attila (1984–2024) képregényrajzoló

## G
- Gaál József (1960–) festő, grafikus
- Gaál Mátyás (olykor Gál) (1909–1999) reklámgrafikus, plakáttervező, kereskedelmi vásárok, szakkiállítások designere
- Gábor Éva (1914–2003) báb- és díszlettervező, grafikus, könyvillusztrátor
- Gábor Marianne (1917–2014) festőművész, grafikus
- Gábor Pál (1913–?1993) belsőépítész, alkalmazott grafikus, tipográfus (1956-tól Párizsban élt)
- Gáborjáni Szabó Kálmán (1897–1955)
- Gacs Gábor (1930–) grafikus
- Gácsi Mihály (1926–1987) festő, grafikus
- Galambos Tamás (1939-) festő, grafikus
- Gál Krisztián (1973–) grafikus, képzőművész
- Gál Sándor (1898–1979)
- Galántai György (1941–) sokoldalú képzőművész, az Artpool alapítója
- Gallas Nándor (néhol Gallasz) (1893–1949) bánsági születésű szobrász, grafikus
- Gallusz Gyöngyi (1962–) grafikus, képzőművész, pedagógus
- Gara Arnold (1882–1929) festő, grafikus, iparművész
- Garay Ákos (1866–1952) festő, grafikus
- Gáspár Tamás (1974–)
- Gáyor Tibor (1929–) építész, festő, grafikus
- Gécs Béla (1937–) nyomdász, szedő, tipográfus, tervezőgrafikus
- Gedeon Zoltán (1922–) erdélyi születésű grafikus, festőművész
- Gedő Lipót (1887–1952) festő, grafikus, karikaturista
- Gedő Ilka (1921–1985) festő, grafikus
- Geiger Richárd (1870–1945) festő, grafikus
- Gellér B. István (1946–) képzőművész, grafikus, szobrász
- Gellért Hugó (1892–1985) festő, grafikus, karikaturista (New Yorkban halt meg)
- Georg-Adler György (1913–1942)
- Gergely Árpád (1943–) festő és grafikus
- Gerhes Gábor (1962–) festő, tervezőgrafikus
- Glass Zoltán (1905–19..?)
- Gönczi-Gebhardt Tibor (1902–1994) festő, grafikus
- Göndöcs Gergely (1976–)
- Görög Júlia (1931-) grafikus, illusztrátor
- Görög Lajos (1927–) grafikus
- Gróf Balázs (1976–)
- Gross Arnold (1929–2015) grafikus, rézkarcművész
- Gruber Béla (1936–1963) festő, grafikus
- Gugi Sándor (1917–1998) grafikus, festő, pedagógus, a magyar képregény újraindítója
- Gunda Antalné grafikus, illusztrátor
- Guncser Nándor (1886–1963) grafikus, karikaturista

## Gy
- Gy. Szabó Béla (1905–1985) erdélyi magyar grafikus
- Gyárfás Gábor (1946–) grafikus, iparművész
- Gyárfás Jenő (1857–1925) festő, grafikus
- Gyémánt László (1935–) festőművész, grafikus
- Györök Leó (1847–1899) festő, grafikus, író, nyelvtanár
- Győry Miklós (1905–1995) grafikus
- Gyulai Líviusz (1937–) grafikus
- Gyulay Zsolt (1943–) grafikus-festő
- Gyügyi Ödön (1966–) grafikus- és festőművész

## H
- Hadai G. Klára, sz. Geier (1937–) erdélyi magyar textilművész, grafikus, könyvillusztrátor
- Haiman György (1914–1996) grafikus, tipográfus (szerzője és tervezője Tótfalusi Kis Miklós és a tipográfus c. könyvnek, Bp., 1972)
- Hajnal Gabriella (1928–2023) textilművész
- Halász Gabriella (1977–) tervezőgrafikus
- Halász János (1912–1995) rajzfilmrendező, grafikus
- Hankó János (1897–1969)
- Haragos Péter (1972–)
- Haranghy Jenő (1894–1951) festő, grafikus és iparművész
- Haske Ferenc (?–1894) litográfus, illusztrátor
- Hauswirth Magda (1903-1999) karikaturista, grafikus, illusztrátor
- Háy Károly László (1907–1961) festő, grafikus
- Hegedűs István (1932–2007) grafikus, karikaturista
- Heinzelmann Emma (1930-) grafikus, illusztrátor
- Helbing Ferenc (1870–1958) festő, grafikus
- Helényi Tibor (1946–2014) festő, grafikus
- Hercegfalvi Ágnes (1936–1983) nyomdász, grafikus
- Hérics Nándor (1956–)
- Herman Lipót (1884–1972) festő, grafikus (számos lap, pl. a Kakas Márton illusztrátora volt)
- Herpai Zoltán (1951–2011) grafikus, festőművész
- Hertay Mária (1932–) grafikusművész
- Hetey Katalin (1924–2010)
- Hincz Gyula (1904–1986) festő, grafikus
- Horkay István (1945–)
- Hornicsekné Müller Ilona (1929–2012) tervezőgrafikus
- Horváth Endre (1896–1954)
- Horváth Gyöngyvér (1952–) erdélyi magyar grafikus
- Horváth Szekeres István (1975–) karikaturista
- Huszár Vilmos (1884–1960)
- Huszárik Zoltán (1931–1981) filmrendező
- Huszka József (1854–1934)

## I, Í
- Illés Anna (1960–)
- Illés József (1978–) festő, grafikus
- ifj. Imre István (1950–) grafikus
- Incze János (1909–1999)
- Irsai István (1896–1968) belsőépítész, grafikus, festő
- Iván Szilárd (1912–1988)
- Iványi-Grünwald Béla (1867–1940) festő, grafikus

## J
- Jakab Elek (1973–2005) festő
- Jakobi Anna Mária (1949–) festő, grafikus
- Jakovits József (1909–1994)
- Jámbor Ferencz (1973–) festő, grafikus
- Jankovics Marcell (1941–2021) rajzfilmrendező, grafikus
- Jankó János (1833–1896) festő, grafikus, karikaturista
- Jaschik Álmos (Jassik) (1885–1950) grafikus, díszlet- és jelmeztervező
- Jeges Ernő (1898–1956) festő, grafikus
- Jeney Jenő Béla (1874–?) festő, grafikus
- Jovián György (1951–)
- Józsa János (1936–) grafikus
- Juhász György (1974–) grafikus
- Jurida Károly (1935–) grafikus

## K
- Kabai Lóránt (1977–)
- Kabai Sándor (1946–)
- Kádár György (1912–2002)
- Kádár Katalin (1951–) grafikus
- Kaesz Gyula (1897–1967) építész, belsőépítész, bútortervező, grafikus
- Kaján Tibor (1921–2016) karikaturista
- Kajári Gyula (1926–1995) festő, grafikus
- Kakasy Éva (1950–)
- Káldor László (1905–1963) belsőépítész, tervezőgrafikus
- Kaliczky Katalin (1950–)
- Kalivoda Kata (1877–1936) festő, grafikus, karikaturista
- Kálmánchey Zoltán (1942–) alkalmazott grafikus
- Kántor Lajos (1922–) festő
- Karakas András (1948–2008)
- Karancsi Sándor (1932–2003)
- Kárász Ilonka (1896-1981) magyar származású amerikai designer
- Kárpáti Tamás (1949–)
- Kass János (1927–2010) grafikus
- Kassák Lajos (1887–1967) író, festő, grafikus (kollázsok, rajzok, könyvborítók stb)
- Kassowitz Félix (1907–1983)
- Kasza Imre (1952–)
- Kasza Magdolna (1977–) grafikus, képregény rajzoló, újságíró
- Kazinczy Gábor (1942–)
- Kazovszkij, El (Jelena Kazovszkaja) (1948–2008) orosz származású festőművész, grafikus
- Kékesi László (1919–1993) grafikus
- Kelen Imre az akkor genfi székhelyű Népszövetség karikaturistája Dezső Alajossal
- Kelety Gusztáv (1834–1902) festő, grafikus (Klette Károly udvari festő fia)
- Keller Emese (1950–)
- Kemény Éva So-Ky (1929–2011) grafikus (Sós László grafikus felesége)
- Kemény György (1936–) alkalmazott grafikus
- Kenyeres Janos (1955-) grafikus, festő és fotográfus
- Keresztes Dóra (1953–) grafikus
- Kertész Dániel (1963–)
- Kerti Károly (1909–1986) grafikus
- Kézdi Lóránt (1929–2005)
- Kiss Bálint (1802–1868) grafikus
- Kiss Ervin (1929–) orvos, író, grafikus
- Klette Károly (1793–1874) grafikus és rajztanár
- Klimó Károly (1936–)
- Kling György (1912–1991) festő, grafikus (rajzolt plakátokat és a munkatáborok életét)
- Kner Albert (1899–1976)
- Kóber Leó (1876–1931) festő, grafikus
- Kocsis Imre (1940–)
- Koffán Károly (Geresd, 1909. október 17. – Budapest, 1985. november 9.)
- Kohán György (1910–1966) festő, grafikus
- Kókay Szabolcs (1976–)
- Kolosváry Bálint (1928–)
- Kolozsvári Grandpierre Miklós (1950–) képzőművész, grafikus, szobrász, festő
- Kolozsvári Zsigmond (1899–1983)
- Kondor Béla (1931–1972) grafikus, festő
- Kondor Lajos (1926–2006) grafikus
- Konecsni György (1908–1970) festő, grafikus
- Konstantin László, Constantin (1930–) grafikus ()
- Kopacz Mária (1941–)
- Kopasz Márta (1911–2011) grafikus, festőművész
- Korcsmáros Pál (1916–1975) képregényrajzoló is
- Korniss Dezső (1908–1984) festő, grafikus, iparművész etc.
- Koscsó László (1956-) grafikus és festőművész, tipográfus, művészeti író
- Kós Károly (1883–1977) építész, grafikus, író etc.
- Kótai Tamás (1959–)
- Kotász Károly (1872–1941)
- Kóthay Gábor (1962–)
- Kovács Tamás (1942–1999)
- Kozina Sándor (1801–1873) portréfestő, grafikus
- Kozma György (1954–)
- Kozma Lajos (1884–1948) építész, iparművész, grafikus
- Kőmíves István Öthö (1949–2007) grafikusművész
- Könczey Elemér (1969–)
- König Róbert (1951–2014) grafikus
- Köpeczi Bócz István (1919–1978) grafikus, díszlet-, és jelmeztervező
- Kőszegi Judit (1944-) grafikus, illusztrátor
- Krenner István (1948–)
- Krón Jenő (1882–1974) grafikus
- Krüzsely Gábor (1972–)
- Kubinyi Géza (1828–1894)
- Kubinyi Sándor (1875–1949)
- Kulinyi István (1945–) grafikus
- Kunhegyesi Ferenc (1970–) grafikus és festő
- Kunt Ernő (1920–1994) festő, grafikus
- Kusztos Endre (1925–2015)

## L
- Lacza Márta (1946–)
- Lakatos István (1980–)
- Lakos Alfréd (1870–1961) grafikus, majd festő
- Lakner László (1936–) festő, grafikus
- Lantos Ferenc (1929–)
- László Ákos (1940–) grafikus
- László János (1968-)
- László-Kiss Dezső (1953--) grafikus, festő, szobrász
- Lehoczki István (1950–2007)
- Leidenfrost Sándor (1888–1961) festő, grafikus, 1925-től New Yorkba ment
- Lénárt Attila (1983-) grafikus
- Lengyel Lajos (1904–1978) grafikus, tipográfus, könyv- és fotóművész
- Lengyel Sándor (1930–1988) grafikus, reklámgrafikus
- Lengyel Tíciánó (1991-) grafikus, digitális képzőművész
- Lenhardt Sámuel (1790–1840)
- Lenkey Zoltán (1936–1983) grafikus
- Lesznai Anna (1885–1966) festő, grafikus, iparművész, író
- Lévay Jenő (1954–) grafikus, képzőművész
- Libay Károly Lajos (1816–1888) grafikus (a Felvidék tájairól albumnyi anyaga van)
- Liezen-Mayer Sándor (1839–1898) festő, illusztrátor (sikeres illusztrációkat készített Goethe Faustjához és Schiller Haramiáihoz)
- Linek Lajos (1859–1941) festő és rajzoló; 1910-től az USA-ban élt, Clevelandben halt meg
- Lóránt-Lassner Sándor (?–1937)
- Lossonczy Tamás (1904–2009)
- Lövith Egon (1923–2009)
- Lukáts Kató (1900–1990) alkalmazott grafikus, Kaesz Gyula felesége
- Lukovszky László (1922–1981) festő, grafikus

## M
- Macskássy Gyula (1912–1971) grafikus, rajz- és reklámfilmrendező
- Macskássy János (1910–1993) festő, grafikus
- Madácsy István (1965–)
- Magyar Béla (1954–) építész-grafikus
- Majer István (1813–1893)
- Major Henrik (1895–1948) karikaturista, festő 1919-től külföldön élt, New Yorkban halt meg
- Major János (1934–2008) grafikus
- Makrisz Zizi, sz. Luise Srnić (1924–2014) jugoszláv születésű grafikus, gobelintervező, mozaikkészítő, aki Magyarországon, majd Franciaországban élt; Makrisz Agamemnon szobrászművész felesége
- Mallász Gitta (1907–1992) grafikus
- Manno Miltiades (1879–1935) grafikus
- Marabu, Szabó László Róbert (1962–) karikaturista, képregényrajzoló
- Marék Veronika (1937–) író, grafikus
- Márffy Ödön (1878–1959)
- Márk Lajos (1867–1942) a festés mellett grafikával is komolyan foglalkozott; New Yorkban halt meg
- Martyn Ferenc (1899–1986) festő, grafikus, szobrász
- Máté András (1921–2000) tervezőgrafikus
- Maurer Dóra (1937–) grafikus, festő
- Mayer Gyula (1942–2002) grafikus, könyvtervező (a 60-as évek második felében magazin-karikaturista, majd abbahagyta)
- Mazsaroff Miklós (1929–1997)
- Méhes Marietta (1958–) színésznő, grafikus, webdesigner (1986 óta New Yorkban él)
- Melegh Gábor (1801–1835) grafikus
- Mende Valér (1886–1918)
- Mengyán András (1945–)
- Menkó László (1938–) karikaturista, könyvillusztrátor, újságíró
- Metzner Ernő (1892–1953)
- Miklós Károly (? mai)
- Miklosovits László (1944–)
- Miriszlai Miklós (1957–)
- Molnár Dénes (1947–)
- Molnár Farkas (1897–1945)
- Molnár József (1821–1899) festő, grafikus (naturalista stílusú)
- Molnár József (1907–1983)
- Molnár Ottó (1920–2007)
- Molnár C. Pál (1894–1981) festő, grafikus
- Morvai Tibor grafikus
- Mosdóssy Imre (1904–1995) festő, grafikus, bélyeg- és éremtervező
- Mosonyi-Pfeiffer Hermann (1863–1905) grafikus
- Mottl Román (1921–1991)
- Mottl Román Pál (1892–1978)
- Mózes-Finta Edit (1945–)
- Muhi Sándor (1945–)
- Muray Róbert (1931–) alkalmazott grafikus, festő
- Muskovszky László (1902–?) grafikus, festő[2]
- Muzsnay Ákos (1945–) grafikus
- Mühlbeck Károly (1869–1943) grafikus, könyvillusztrátor
- Müller Ilona ld. Hornicsekné

## N
- Nagy Ágnes (1979– ) grafikus
- Nagy Balogh János (1874–1919) festő, grafikus
- Nagy-Bán Kitti (1992–) grafikus, illusztrátor
- Nagy Géza (1954–) festő és grafikus
- Nagy Sándor (1869–1950)
- Nagy Stoica Georgeta (1954–) grafikus
- Nagy Zoltán (1916–1987)
- Negrelli Béla grafikus
- Nemes György (1905–1938)
- Nemes Zoltán (1968–)
- Nemes-Lampérth József (1891–1924) festő, grafikus
- Németh Andrea (1967–)
- Németh Lászlóné Michna Éva (1920–1995)
- Németh Miklós (1967–)
- Németh Róbert (1975–) grafikus
- Németh Rudolf Archiválva 2023. január 11-i dátummal a Wayback Machine-ben (1970–) festő, fotós, grafikus, designer
- Nagyfi Máté (2002– ) grafikus, illusztrátor

## O, Ö
- Olajos István (1915–1944)
- Oláh György (1946–) tervezőgrafikus
- Oláh Zoltán (1974–) grafikus, festő
- Orosz István (1951–) grafikus
- Orsós Ferenc (1955–2021) grafikus, festő
- Ország Lili (1926–1978) festő, de grafikákat, rézmetszeteket is készített
- Orth István (1945–)
- Őszi Zoltán (1967–)

## P
- Padányi Gulyás Jenő (1900–1982) grafikus (Gulyás szignóval)
- Paizs László (1935–2009)
- Cs. Pataj Mihály (1921–2008)
- Pál Gyula (1928–1981)
- Pálla Jenő (1883–1958)
- Palotás Dezső (1951–1999) grafikus
- Pap Domokos (1894–1970)
- Pap Gyula (1899–1983)
- Pap Klára (1927–) alkalmazott grafikus
- Papp Gábor Imre (1963–) alkalmazott grafikus
- Papp Lajos (1886–1963)
- Papp László (1922–)
- Pásztor Gábor (1933–) grafikus
- Patai Zsuzsanna (1969–) grafikus, festő
- Pataki Ferenc (1941–) grafikus és festő
- Pataky László (1857–1912) festő, illusztrációkat is készített Új Idők, Vasárnapi Ujság részére
- Patkó Károly (1895–1941)
- Paulovics László (1937–)
- Pekáry István (1905–1981) festő, grafikus, textiltervező
- Perczel Dénes (1929–2013) építész, festő, grafikus, templombelsők tervezője
- Perei Zoltán (1913–1992) grafikus
- Perlrott-Csaba Vilmos (1880–1955)
- Peterdi Gábor (1915–2001)
- Pető János (1940–2009) festő, grafikus
- Petrich András (1765–1842) grafikus
- Petrovits István (1945–) grafikus
- Petrovits Olga Zsuzsanna (1977-) tervezőgrafikus, illusztrátor, mozgóképművész
- Pinczehelyi Sándor (1946–) festő, grafikus
- Piros Tibor (1922–2010) grafikus
- Pócs Péter (1950–) tervezőgrafikus
- Podlipny Gyula (1898–1991)
- Pogány Móric (1878–1942)
- Polgár Julianna (1958-) írógép-grafikus
- Pollák Zsigmond (1837–1912)
- Pólya Tibor (1886–1937) festő, grafikus
- Pongrácz Antónia (1935–1995)
- Pór Bertalan (1880–1964) festő és grafikusművész
- Prihoda István (1891–1965) grafikus és festő
- Prihoda Judit (1972) festő- és grafikusművész
- Pusztai Pál (1919–1970) grafikus, karikaturista
- Pusztai Péter (1947–)
- Püspöky István (1950–)

## Radosza Attila (1965) grafikusművész, festőművész
- Raszler György (1967–) alkalmazott grafikus
- Raszler Károly (1925–) grafikus
- Rába Judit (1983–) grafikusművész, alkalmazott grafikus
- Rámpay Borbála (1984–)
- Ráskai Szabolcs (1978–) grafikus
- Réber László (1920–2001) grafikus, könyvillusztrátor, karikaturista
- Reich Károly (1922–1988) grafikus
- Rékassy Csaba (1937–1989) grafikus, festőművész
- Repcze János (1905–1985) alkalmazott grafikus
- Réz Diamant Tibor (1885–1960)
- Richly Zsolt (1941–2020) rajzfilmrendező, animátor, grafikus
- Richter Aladár, ifj.
- Richter Ilona (1928–)
- Rogán Miklós grafikus, illusztrátor
- Rogánné Szabó Ágnes (1932-) grafikus, illusztrátor
- Rohonyi Károly, művésznevén Chy-Dér (1906–?) tervezőgrafikus; 1948-tól külföldön élt
- Róna Emmy(1904–1988) grafikus, festő
- Rozanits Tibor (1931–) grafikus, művészetpedagógus
- Rózsahegyi György (1940–2010)
- Rusz Károly (19. század)
- Rusz Lívia (1930–2020)
- Ruszkay György (1924–1998)

## S
- Sajdik Ferenc (1930–) grafikus, karikaturista
- Saly Németh László (1920–2001) festőművész, grafikus, műszaki rajzoló, plakáttervező, térképrajzoló
- Sándor József (1887–1936) festő, grafikus
- Sándor Károly (1915–1960) grafikus, karikaturista
- Sándor Margit (1927–) tervezőgrafikus
- Sarkadi Péter (1948–) festő, grafikus
- Sárvári Marianna[3] (1968-) tervezőgrafikus, komputergrafikus
- Sassy Attila ld. Aigon S. A.
- Sátori Lipót (1899–1943) reklámgrafikus és illusztrátor
- Schéner Mihály (1923–2009) festő, grafikus, szobrász, keramikus, bábtervező
- Schmal Károly (1942–)
- Schwott Lajos (1907–1987) grafikus, karikaturista
- Sebők Imre (1906–1980) grafikus, képregényrajzoló
- Seres János (1920–2004)
- Seres József (1942–)
- Simay Imre (1874–1955) szobrász, festő, grafikus
- Simon András (grafikus) (1958–) grafikus
- Simon, José, sz. Tábori-Simon József (1974–) grafikus, tipográfus
- Sinka Mátyás (1921–?) festő, grafikus
- Sipavicius Tamás (1970–)
- Somogyi Győző (1942–)
- Somorjai Kiss Tibor (1959–)
- Soós Elemérné, Korányi Anna (1870–1947)
- Sós László So-ky (1922–2016) alkalmazott grafikus (Kemény Éva grafikus férje)
- Sóti Klára (1930-) tervezőgrafikus, illusztrátor
- Stefanovits Péter (1947–)
- Stettner Béla (1928–1984)
- Svéd István, sz. Süß (1913–19..?) reklámgrafikus, tipográfus, könyvkiadó, fotós (1938 után Egyiptomban, majd Párizsban élt)

## Sz
- Szabados Árpád (1944–) festő, grafikus
- Szabó Győző (1970–) színész, reklámgrafikus
- Szabó László Róbert ld. Marabu
- Szabó Vladimir (1905–1991) festő, grafikus
- Szakmáry László (1903–1993) grafikus
- Szalay Lajos (1919–1995) festő, grafikus
- Szánthó Imre (1925-1998) festő,grafikus
- Szántó Lajos (1890–1965) festő, grafikus
- Szántó Piroska (1913–1998) festő, grafikus, író
- Szántó Tibor (1912–2001) könyvtervező, grafikus, tipográfus
- Szász Endre (1926–2003) grafikus, festő
- Szász Veronika (1988–) grafikusművész, művésztanár
- Szávay Edit (1920-1995) grafikus, illusztrátor, újságíró
- Szécsi Magda grafikus, festő, író (1958–)
- Szecskó Péter (1950–2021) grafikus, illusztrátor, festő
- Szecskó Tamás (1925–1987) grafikus, illusztrátor, festő
- Székely Andor (1877–?) festő, grafikus (halála éve a Kieselbach Galériában sem ismeretes)
- Székely–Harsányi (?–?)
- Székely László (1932–) díszlettervező
- Székely Vera (1922–1994) grafikus, szobrász, textilművész
- Szekeres Ferenc (1952–) grafikus
- Szekeres István (1927–)
- Szemethy Imre (1945–) grafikus
- Szemlér Mihály (1833–1904) festő, grafikus
- Szenes Zsuzsa (1931–2001)
- Szepes Gyula (1902–1992)
- Szerelmey Miklós (1802–1875) festő és grafikus (az első magyar újságillusztrátor, a Charivari c. élclapban)
- Szikra Zsuzsa (1951–) festő, grafikus
- Szilágyi Varga Zoltán (1951–)
- Szilvássy Nándor (1927–) grafikus, tervezőgrafikus, festő
- Szinyei Viktor (1983–)
- Szirtes János (1954–)
- Szitás György (1926–2000)
- Szlávics Alexa (1962–)
- Szopos Sándor (1881–1954)
- Szőnyi István (1894–1960)
- Szurcsik József, (1959–) festő, grafikus
- Szüle Péter (1886–1944) kezdetben alkalmazott grafikus, később vált festővé, majd a Szolnoki művésztelep festője
- Szyksznian Wanda (1948–) tervezőgrafikus

## T
- Tabáni István (1978–)
- Tábor János (1890–1958) festő és grafikus (1924-től a Magyar Grafika munkatársa, amelyhez címlapokat, szedéspéldákat tervezett)
- Tábori-Simon József ld. Simon, José
- Takács Győző (1938–)
- Takács József (1935–)
- Takács Mari (1967–)
- Takáts Márton (1971–)
- Tarcsay Béla (1952–)
- Tamássi Zoltán (1912–1997)tervezőgrafikus
- Tankó Béla (1885–1982) grafikus, könyvillusztrátor
- Tarjáni Jenő (1895–?) grafikus
- Teleki Ralph (1890–1982)
- Tellinger István (1940–2008)
- Tettamanti Béla (1946–2020) grafikus
- Tichy Kálmán (1888–?) festő, grafikus, író (1968 után halt meg)
- Tisza-Kalmár György (1952–) festő- és iparművész, grafikus
- Toncz Tibor (1905–1979) grafikus, karikaturista
- Tóth Alíz (1957–) grafikus tervezőművész, fotográfus
- Tóth Elemér (1974–) grafikus és festő
- Tóth Imre (1929–2004) festő, grafikus (rézkarcai jelentősek)
- Tóth László (1957–)
- Töreki Ferenc (1922–) alkalmazott grafikus
- Tuszkay Márton (1884–1940[4]) festő és grafikus
- Tuzson-Berczeli Péter (1966–) festő és grafikus
- Tyroler József (1822–1860) grafikus (réz- és acélmetsző, nyomtató és kiadó)

## U, Ú
- Uher Arisztid
- Uitz Béla (1887–1976) festő, grafikus
- Ujvárossy László (1955–)
- Urbán Tibor (1960–) grafikus, festő
- Ürmős Péter (1956–)
- Üveges Gábor (1957–2020)

## V
- Vadász Miklós (1881–1927) grafikus, festő
- Vagyóczky Károly (1941–)
- Vajda Sándor (1903–1979) költő, kritikus, grafikus
- Valkó László (1946–)
- Vándor Endre (1910–19..?)
- Vanek József festő és rajzoló; az 1910-es, 20-as években működött
- Varga József (1956–) grafikus
- Varga Mátyás (1910–2002)
- Varga Pál (1937-) grafikus, bélyegtervező
- Varga Zerge Zoltán (1969–)
- Várnai György (1921–1991)
- Varsányi Pál (1902–1990) grafikus
- Vasarely, Victor, sz. Vásárhelyi Győző (1908–1997) festő, grafikus
- Vasvári Péter
- Vass Mihály (1963–)
- Vass Richárd (1973–)
- Vaszary János (1867–1939) festő, kezdetben az Est lapok rajzolója
- Végh Dezső (1882–1953) festő, grafikus
- Végh Gusztáv (1889–1948) grafikus és iparművész
- Végvári Tamás (1962–)
- Veress Pál (1920–1999) festő, grafikus
- Veress Pál (1929–2002) festő, grafikus
- Vertel József (1922–1993) grafikus
- Vértes György (1930-1979) grafikus, karikaturista
- Vértes Marcell (1895–1961) grafikus és festő
- Vásárhelyi Áron (1994-) grafikusművész
- Vészi Margit (1885–1961)
- Vidák Zsolt (1986–) (Roham magazin)
- Vidéky Károly (1800–1882)
- Vinkler László (1912–1980)
- Vladislav Rostoka (Rostoka László) (1948–) grafikus

## W
- Wahorn András, sz. Pintér (1953–) festő, grafikus, webdesigner, zenész
- Wieszt József (1951–2007)
- Würtz Ádám (1927–1994) grafikus

## Z
- Z. Erdei Anna (1945)
- Záborszky Gábor (1950–)
- Zádor István (1882–1963) festő, grafikus
- Zala Tibor (1920–1970) grafikus
- Zelenák Crescencia (1922–) grafikus
- Zicherman Sándor (1935–)
- Zichy Mihály (1827–1906) festő, grafikus
- Zoltán Sándor (1943–) grafikus
- Zórád Ernő (1911–2004) festő, grafikus
- Zuber Titusz (1921–1990) festő, grafikus

## ZS
- Zsoldos Márton (1977–)
- Zsoldos Vera (1924-2016) grafikus, illusztrátor
- Zsótér László (1945–)